# Bretterspitze
Bretterspitze är en bergstopp i Österrike.   Den ligger i distriktet Lienz och förbundslandet Tyrolen, i den centrala delen av landet, 300 km väster om huvudstaden Wien. Toppen på Bretterspitze är 3 001 meter över havet.
Terrängen runt Bretterspitze är huvudsakligen bergig, men åt nordväst är den kuperad. Runt Bretterspitze är det ganska glesbefolkat, med 26 invånare per kvadratkilometer.. Närmaste större samhälle är Matrei in Osttirol, 6,3 km sydost om Bretterspitze. 
I omgivningarna runt Bretterspitze växer i huvudsak blandskog.